# Javier Sotomayor
Vous lisez un « bon article » labellisé en 2010.
Pour les articles homonymes, voir Sotomayor.
Javier Sotomayor Sanabria, né le 13 octobre 1967 à Limonar, est un athlète cubain, spécialiste du saut en hauteur. Champion olympique en 1992, et champion du monde à six reprises (deux fois en extérieur et quatre fois en salle), il est l'actuel détenteur du record du monde de la discipline avec 2,45 m, performance établie le 27 juillet 1993 lors du meeting de Salamanque. Il détient également le record du monde en salle avec un saut à 2,43 m réalisé durant l'année 1989.
Considéré comme le plus grand sauteur en hauteur de son époque, le Cubain a franchi à vingt et une reprises une barre supérieure à 2,40 m, et a dépassé 89 fois la hauteur de 2,35 m. Il a réalisé sept des dix meilleurs sauts de tous les temps en plein air, et quatre des dix meilleurs sauts en salle. Durant ses dix-huit années de carrière au plus haut niveau, il a figuré en tête des bilans mondiaux de l'IAAF à huit reprises, et s'est classé onze fois parmi les trois meilleurs sauteurs en hauteur de l'année.
Suspendu deux ans par la Fédération internationale d'athlétisme (IAAF) à la suite d'un contrôle positif à la cocaïne intervenu en 1999, Javier Sotomayor voit sa peine réduite de moitié pour « circonstances exceptionnelles ». En janvier 2002, alors qu'il vient de prendre sa retraite sportive, il est déclaré positif à la nandrolone à la suite d'un contrôle effectué en juillet 2001. Il est suspendu à vie de toute compétition. En 2015, il est naturalisé espagnol,.

## Carrière sportive

### Débuts (1984-1987)
Né à Limonar, petite ville de 25 000 habitants à une centaine de kilomètres à l’est de La Havane, Javier Sotomayor est un enfant d'ouvriers employés dans les grandes plantations de cannes à sucre. Il commence le saut en hauteur en 1982 après avoir été repéré par Jose Godoy, l'un des meilleurs techniciens de l'athlétisme cubain. Auteur d'un saut à 2,00 m l’année de leur collaboration, il obtient une bourse d'études à l'École supérieure des sports de La Havane. Il établit durant quatre ans tous les records du monde de toutes les catégories d'âge entre quinze et dix-neuf ans. Il franchit 2,17 m en 1983, avant d'enchaîner en début d'année suivante, et en l'espace de quatre mois seulement, 2,20 m, 2,23 m, 2,24 m, et 2,31 m. Le 19 mai 1984 à La Havane, le jeune Sotomayor établit un nouveau record du monde junior avec un saut à 2,33 m, améliorant du même coup le record national senior de son compatriote Francisco Centelles d'un centimètre. Figurant à l'âge de dix-sept ans parmi les meilleurs spécialistes mondiaux, il doit néanmoins renoncer aux Jeux olympiques d'été de 1984 de Los Angeles à la suite du boycott des démocraties populaires soutenu par les autorités cubaines. Il poursuit néanmoins son apprentissage en entamant une tournée de meetings européens, réalisant notamment 2,30 m à Londres et 2,28 m au Mémorial Van Damme de Bruxelles.
Il fait ses débuts sur la scène internationale en 1985 à l'occasion des Jeux mondiaux en salle de Paris-Bercy, première compétition internationale en salle organisée par l’IAAF. Sotomayor y gagne la première médaille de sa carrière en se classant deuxième du concours avec 2,30 m, à deux centimètres du Suédois Patrik Sjöberg. De retour à Cuba au mois de mars, il améliore d’un centimètre son record personnel en franchissant 2,34 m lors d’une réunion à La Havane. Il maintient cet état de forme durant l’été en remportant toutes les compétitions disputées sur le territoire européen, dominant notamment Hennadiy Avdyeyenko à Rome et Francisco Centelles à Turin. Il connaît son premier échec de l’année durant les Universiades d’été de Kōbe, en prenant seulement la dixième place de la finale avec 2,20 m. Sélectionné dans l’équipe des Amériques lors de la Coupe du monde des nations disputée en fin de saison à Canberra, le Cubain prend la troisième place du concours avec 2,28 m, derrière Patrik Sjöberg et l’Américain Jim Howard. En début d'année 1986, à Santiago de Cuba, Javier Sotomayor établit avec 2,36 m le meilleur saut de sa saison et la deuxième meilleure performance de l'année derrière le Soviétique Igor Paklin. S'enchaînent ensuite sa première victoire lors des Championnats nationaux, puis son succès aux Championnats d'Amérique centrale et des Caraïbes où le Cubain franchit une barre à 2,31 m. Le 20 juillet 1986 à Athènes, il devient champion du monde junior avec 2,25 m, devant l'Américain Hollis Conway.
En mars 1987, Javier Sotomayor échoue au pied du podium des Championnats du monde en salle d'Indianapolis avec une barre à 2,32 m. Il s'illustre au mois de juin en égalant son record personnel lors du meeting d'Athènes (2,37 m) mais se blesse ensuite à une cheville, écourtant ainsi son programme de meetings en Europe. Il fait son retour au milieu de l'été en remportant pour la première fois la finale des Jeux panaméricains, à Indianapolis, devant le Bahaméen Troy Kemp. Toujours gêné par sa blessure à la cheville, il se classe neuvième des Championnats du monde de Rome avec 2,29 m, mettant un terme à sa saison à l'issue du concours.

### Premiers records du monde (1988-1991)

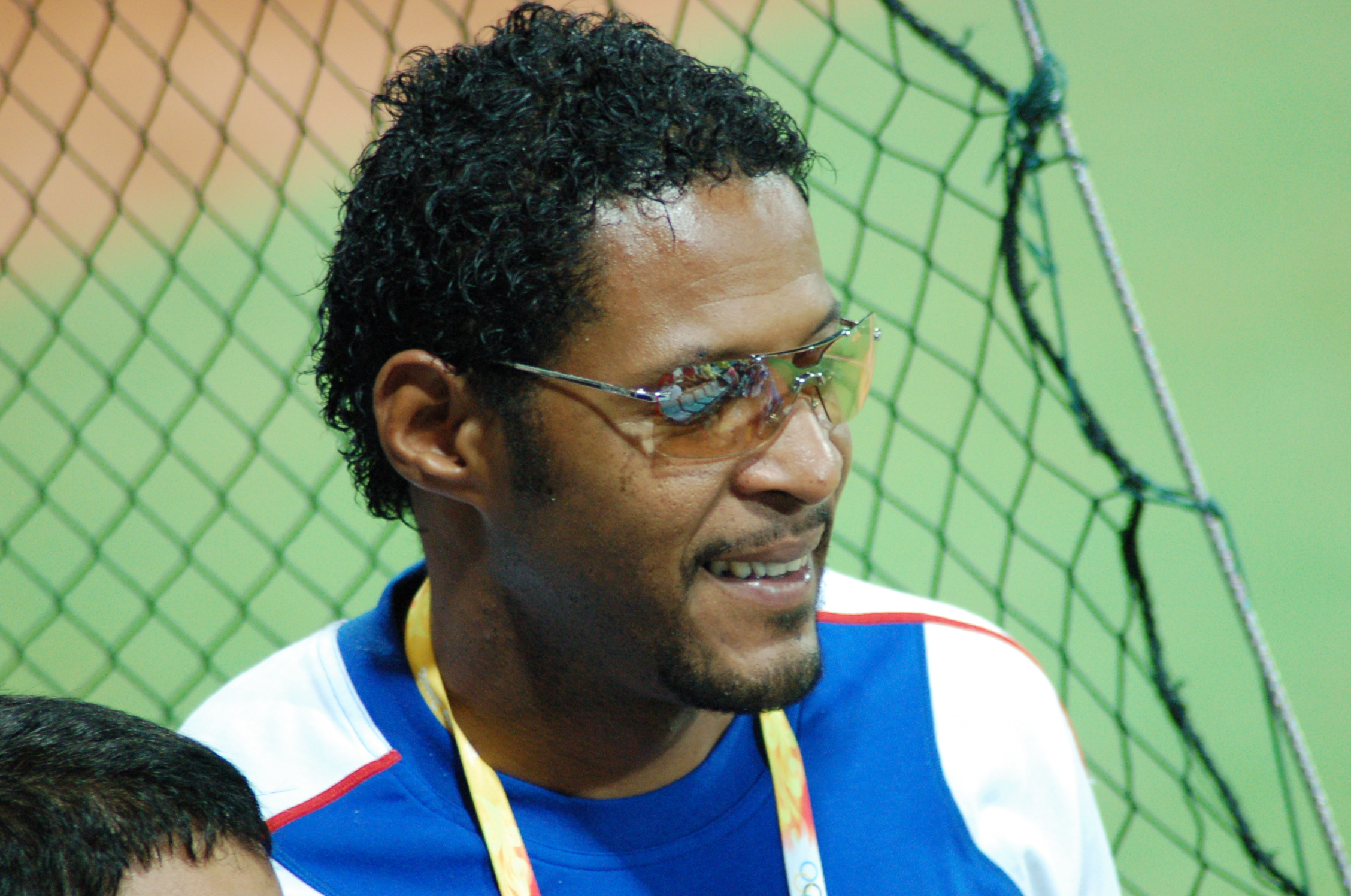
Javier Sotomayor à Pékin durant les Jeux olympiques de 2008.

Il fait sa rentrée sur les pistes d'athlétisme durant le mois de février 1988, signant notamment 2,30 m lors du meeting en salle d'Athènes, puis 2,35 m sur son sol, à La Havane. Ayant pour principal objectif de la saison les Jeux olympiques de Séoul, compétition qu'il a manquée quatre ans auparavant, il doit faire face à un nouveau boycott de son pays en soutien du retrait de la Corée du Nord des Jeux olympiques. Le Cubain accepte les décisions des autorités de son pays et déclare alors : « L'amitié de nos amis nord-coréens est plus importante que l'or olympique [...] ». Poursuivant sa saison en Europe, il est devancé par le Soviétique Rudolf Povarnitsyn à Bratislava avec 2,32 m, avant d'établir en juin à Kvarnsveden un nouveau record personnel avec 2,38 m. Il remporte ensuite plusieurs étapes du circuit du Grand Prix de l'IAAF, s'imposant tour à tour à Oslo, Bruxelles, Cologne, Rieti puis Athènes, meeting dans lequel le Cubain efface la hauteur de 2,35 m. Le 8 septembre 1988, lors du meeting Gran Premio Diputación de Salamanque, Javier Sotomayor établit un nouveau record du monde de la discipline en franchissant à son deuxième essai une barre placée à 2,43 m. Ajoutant cinq centimètres à son record personnel, il améliore la précédente meilleure marque mondiale de 2,42 m détenue par le Suédois Patrik Sjöberg depuis le 30 juin 1987. Second athlète noir après l'Américain John Thomas à s'emparer du record du monde du saut en hauteur, il devient le deuxième Cubain détenteur d'un record mondial en athlétisme après Alberto Juantorena sur 800 mètres en 1976.
En mars 1989, Sotomayor obtient le premier titre international de sa carrière en catégorie senior à l'occasion des Championnats du monde en salle de Budapest. Il remporte le concours en passant 2,43 m à son premier essai, et efface d'un centimètre le record du monde en salle détenu par l'Allemand Carlo Thränhardt. Dietmar Mögenburg se classe deuxième de la finale avec 2,35 m, Patrik Sjöberg complétant le podium avec la même hauteur. Vainqueur des championnats nationaux cubains moins d'une semaine plus tard, il remporte onze victoires de rang entre février et juillet 1989, signant à plusieurs reprises des performances au-delà des 2,35 m. Battu par Sjöberg lors du meeting de New York, Javier Sotomayor s'illustre le 29 juillet 1989 durant les Championnats d'Amérique centrale et de Caraïbes de San Juan à Porto Rico en établissant un nouveau record du monde avec 2,44 m, performance réussie à son deuxième essai. Il devient pour les Anglo-Saxons le premier athlète à dépasser les 8 pieds, limite symbolisée par la hauteur d'une cage de football. Il poursuit sa saison en décrochant la médaille d'or des Universiades d'été de Duisbourg (2,34 m) quelques jours après avoir remporté le meeting de Berlin (2,35 m). Situé en tête des bilans mondiaux de l'IAAF pour la seconde année consécutive, il fait figure de favori lors de la Coupe du monde des nations disputée en fin de saison à Barcelone. Incapable de franchir une hauteur supérieure à 2,25 m, il ne se classe que troisième de la compétition, derrière Patrik Sjöberg et Dalton Grant.
Blessé au tendon d'Achille en début de saison 1990, Sotomayor doit subir une intervention chirurgicale importante. Il profite de sa convalescence pour terminer ses études à l'École supérieure des sports et valider ainsi son diplôme dans le domaine des sciences des activités physiques et sportives. Quelques semaines plus tard, il apprend le décès de Jose Godoy, l'entraîneur de ses débuts qui l'avait conduit à son record du monde. De retour sur les pistes d'athlétisme fin août sous la direction de Guillermo de la Torre, son nouvel entraîneur, le Cubain réalise son meilleur saut de l'année lors du meeting de Jerez de la Frontera avec 2,36 m, et se classe ensuite troisième de la Finale du Grand Prix d'Athènes avec 2,32 m. Toujours gêné par sa cheville, il entame l'année 1991 en montant sur la troisième marche du podium des Championnats du monde en salle de Séville avec 2,31 m, loin derrière les 2,40 m de Hollis Conway. Il remporte un nouveau titre national en mai, avant de passer à deux reprises les 2,35 m dès le mois suivant (à Eberstadt et à Formia). Le 19 juillet 1990 à Saint-Denis, il établit la meilleure performance de l'année avec 2,40 m, laissant ses principaux adversaires à plus de vingt centimètres. Il dispute et remporte ensuite les Jeux panaméricains de 1991 disputés à La Havane (2,35 m), signant son deuxième succès de rang dans cette compétition. Les Championnats du monde de Tokyo constituent l'objectif principal de sa saison. Favori de l'épreuve, au même titre que les Américains Charles Austin et Hollis Conway, Javier Sotomayor obtient finalement la médaille d'argent du concours avec 2,36 m, à deux centimètres de Charles Austin.

### Au sommet de la discipline (1992-1994)
| # | Hauteur | Athlète                             | Date      | Lieu                 |
| - | ------- | ----------------------------------- | --------- | -------------------- |
| 1 | 2,45 m  | Javier Sotomayor                    | 1993      | Salamanque           |
| 2 | 2,44 m  | Javier Sotomayor                    | 1989      | San Juan             |
| 3 | 2,43 m  | Javier Sotomayor Mutaz Essa Barshim | 1988 2014 | Salamanque Bruxelles |
| 4 | 2,42 m  | Patrik Sjöberg                      | 1987      | Stockholm            |
| 4 | 2,42 m  | Javier Sotomayor                    | 1994      | Séville              |
| 4 | 2,42 m  | Ivan Ukhov                          | 2014      | Prague               |
| 4 | 2,42 m  | Bohdan Bondarenko                   | 2014      | New York             |
| 4 | 2,42 m  | Mutaz Essa Barshim                  | 2014      | New York             |
| 9 | 2,41 m  | Igor Paklin                         | 1985      | Kōbe                 |
| 9 | 2,41 m  | Javier Sotomayor                    | 1994      | La Havane            |
| 9 | 2,41 m  | Javier Sotomayor                    | 1994      | Londres              |

Bien qu'encore amoindri par de nouvelles blessures, Javier Sotomayor commence la saison 1992 par une série de meetings en salle, signant notamment un bond à 2,34 m à Berlin. Après avoir manqué les deux dernières éditions, il déclare vouloir axer sa préparation sur les Jeux olympiques d'été de Barcelone du mois d'août. Profitant d'un recul important de la spécialité, il enchaîne douze victoires successives de mai à juillet 1992, s'imposant tout d'abord lors des championnats nationaux de La Havane en mai, puis réalisant sa meilleure performance de l'année avec 2,36 m lors du Meeting d'Eberstadt, en juillet. En guise de répétition pour les Jeux olympiques, il remporte le concours des Championnats ibéro-américains à Séville. Il rejoint ensuite la délégation cubaine défilant lors de la cérémonie d'ouverture des Jeux de Barcelone, douze ans après sa dernière participation olympique. Qualifié pour la finale grâce à un saut à 2,26 m réalisé lors des qualifications, il participe deux jours plus tard au Stade de Montjuic à la finale olympique disputée sous une forte chaleur. Cinq athlètes franchissent 2,34 m (dont Patrik Sjöberg, Artur Partyka, Tim Forsyth et Hollis Conway), hauteur que seul Sotomayor réussit à son premier essai. Il remporte ainsi la médaille d'or après avoir tenté en vain une ultime barre à 2,39 m, obtenant le titre le plus prestigieux de sa carrière et succédant à Alberto Juantorena, dernier athlète cubain médaillé d'or en athlétisme. Il conclut sa saison 1992 par trois victoires successives lors de trois prestigieux meetings du Grand Prix, à Monaco, Zurich et Berlin. Dépossédé de son titre officieux de « meilleur performeur de l'année » par le jeune Britannique Steve Smith (2,37 m), le Cubain connaît l'un des rares échecs de sa saison en s'inclinant lors de la Coupe du monde des nations de La Havane face à l'ex-Soviétique Yuriy Sergiyenko.
La carrière sportive de Sotomayor atteint son apogée en 1993, année durant laquelle il remporte le titre mondial en salle et en plein air, et établit un nouveau record du monde de la discipline. Le 14 mars, il remporte quatre ans après son dernier sacre, la médaille d'or des Championnats du monde en salle de Toronto avec une performance à 2,41 m, soit deux centimètres de mieux que Patrik Sjöberg.Quelques jours plus tard, en juin, le sauteur cubain Javier Sotomayor a failli battre son propre record du monde à Pau, en France, lors du meeting international organisé par le Cu Pau. Il a échoué de justesse à franchir la barre des 2,45 m lors de son troisième essai. Champion de Cuba pour la quatrième fois de sa carrière, il franchit 2,40 m en mai à La Havane et échoue a nouveau par trois fois à 2,45 m. Le 27 juillet 1993 à Salamanque, lieu de son premier exploit planétaire, Javier Sotomayor améliore pour la troisième fois de sa carrière le record du monde du saut en hauteur en passant 2,45 m à sa deuxième tentative. Ce saut est toujours la meilleure marque mondiale de la discipline. Favori logique des Championnats du monde disputés fin août à Stuttgart, le Cubain confirme son rang en établissant un nouveau record de la compétition avec 2,40 m, devançant de trois centimètres Artur Partyka et Steve Smith. Sacré pour la première fois lors de mondiaux en plein air, il demande une barre à 2,46 m mais échoue dans sa tentative d'améliorer son propre record du monde. Après un nouveau titre glané lors des Jeux d'Amérique centrale et des Caraïbes de Ponce, Javier Sotomayor affiche l'un des meilleurs bilans de sa carrière. Il a franchi durant l'année cinq fois la hauteur de 2,40 m, quinze fois les 2,35 m, et a réalisé sept des quinze meilleurs bonds de la saison. Interrogé sur la limite des 2,50 m, Sotomayor affirme : « Je ne crois pas être capable d'atteindre cette hauteur. Ce sera l'affaire d'une autre génération. [...] Je pense pouvoir encore m'améliorer de deux centimètres si je n'ai pas d'ennui de santé... ».
En l'absence de toute compétition internationale majeure en 1994, Javier Sotomayor se concentre sur les épreuves du calendrier du Grand Prix de l'IAAF. Il maintient son état de forme de l'année précédente en réalisant au mois de février, en salle, deux sauts à 2,40 m (à Wuppertal et à Birmingham). Le 5 juin, lors du meeting de Séville, il signe avec 2,42 m la meilleure performance de l'année, et le quatrième meilleur saut de sa carrière derrière ses trois records du monde. Le Cubain réussit l'exploit de remporter les trente-trois concours qu'il dispute durant l'année 1994, réalisant notamment 2,41 m lors des Championnats nationaux de La Havane, et passant huit autres fois une barre à 2,40 m. En fin d'année 1994, Sotomayor s'impose au Stade Charlety de Paris lors de la Finale du Grand Prix, et permet par ailleurs à l'équipe des Amériques de figurer au troisième rang du classement général de la Coupe du monde des nations de Londres, grâce à son succès dans l'épreuve du saut en hauteur avec 2,40 m.

### Blessures et nouveaux titres mondiaux (1995-1998)

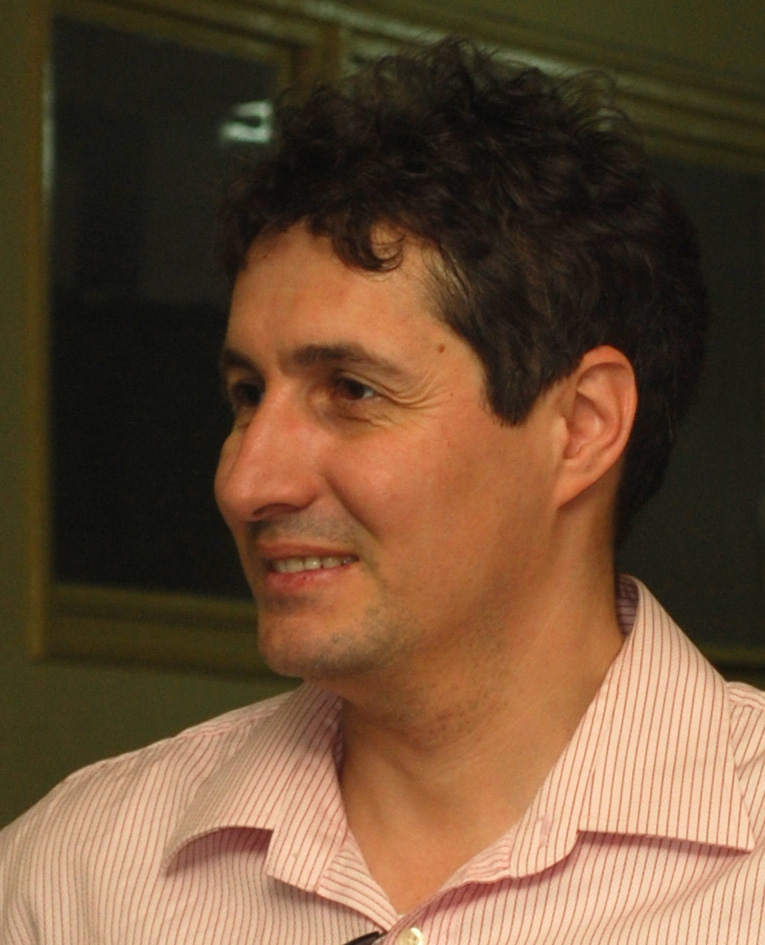
Artur Partyka, deuxième des Championnats du monde 1997 derrière Sotomayor.

Désormais surnommé Soto el Magnifico (« Soto le magnifique ») ou encore El príncipe de las Alturas (« Le Prince des hauteurs ») par la presse ibérique, Javier Sotomayor ressent de nouvelles douleurs physiques à l'entame de la saison 1995, notamment à la cheville de son pied d'appel. Dominateur lors des trois dernières saisons, il se fixe comme principal objectif de l'année les Championnats du monde disputés durant l'été à Göteborg. Débutant l'année par des meetings en salle, il se distingue à Liévin en passant 2,38 m puis en échouant par trois fois à 2,44 m. Le 12 mars 1995 à Barcelone, le Cubain obtient pour la troisième fois de sa carrière la médaille d'or des Championnats du monde en salle, devançant avec une barre à 2,38 m le Grec Lambros Papakostas. Deux semaines plus tard, à Mar del Plata, il dispute et remporte ses troisièmes Jeux panaméricains consécutifs avec 2,40 m, l'Américain Steve Smith se classe deuxième du concours avec 2,29 m. Auteur de la meilleure performance de l'année 1995, il franchit pour la dernière fois de sa carrière cette hauteur. Il devient une nouvelle fois champion de Cuba, puis réalise une série convaincante lors de sa tournée des meetings européens, s'imposant notamment à Eberstadt et à Salamanque avec 2,37 m. Aux Championnats du monde de Göteborg, Sotomayor ne parvient pas à conserver son titre obtenu deux ans auparavant. Il s'incline au nombre d'essais face au Bahaméen Troy Kemp avec 2,37 m, mais s'adjuge son troisième podium dans cette compétition, et sa deuxième médaille d'argent après les mondiaux de Tokyo de 1991.
De nouveau blessé en 1996, Sotomayor ne dispute que quinze concours dans la saison. Il s'impose à Liévin avec 2,38 m, comme l'année précédente, mais reste bloqué à 2,33 m en mai à Atlanta. Vainqueur des Championnats ibero-américains à Medellin (2,20 m), ses meilleures performances de l'année se situent cependant bien au-dessous de ses deux principaux rivaux, Charles Austin (2,39 m) et Artur Partyka (2,38 m). Diminué lors des Jeux olympiques d'Atlanta, le Cubain ne parvient à pas à conserver son titre et ne se classe que onzième de la finale avec un saut à 2,25 m, loin derrière les 2,39 m de Charles Austin. Mais Javier Sotomayor se relance dès l'année suivante en montant sur la plus haute marche du podium des Championnats du monde de 1997 à Athènes avec un bond à 2,37 m (meilleure performance mondiale de l'année), devançant de deux centimètres Artur Partyka et Tim Forsyth. Disputant son sixième concours de la saison seulement, le Cubain devient le premier athlète à remporter deux fois le titre mondial de la hauteur en plein air. Il conclut sa saison par quatre victoires consécutives en meetings, signant 2,35 m à Eberstadt et à Kingston. En 1998 à La Havane, Javier Sotomayor remporte avec 2,35 m son dixième titre national, son premier depuis 1995. Le 20 août, il gagne une nouvelle médaille d'or aux Championnats d'Amérique centrale et des Caraïbes se déroulant à Maracaibo, au Venezuela. Il franchit une barre à 2,37 m, signant pour la dernière fois de sa carrière la meilleure performance de l'année. Toujours embarrassé par des blessures récurrentes au genou et à la cheville, il est contraint d'écourter une nouvelle fois sa saison. Il dispute néanmoins deux compétitions majeures au mois de septembre, la Finale du Grand Prix à Bruxelles, qu'il remporte devant le Suédois Staffan Strand avec 2,31 m, et la Coupe du monde des nations à Johannesbourg, où le Cubain se classe deuxième derrière Charles Austin avec 2,28 m.

### Affaire de dopage et fin de carrière (1999-2001)

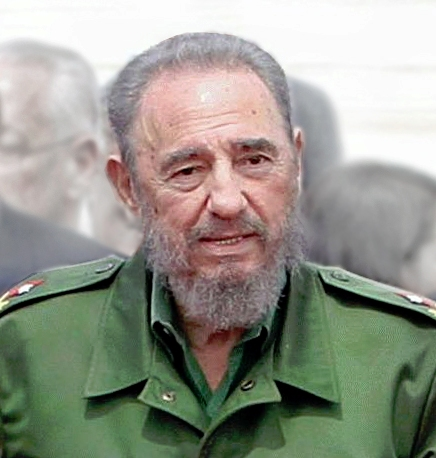
Javier Sotomayor bénéficie du soutien de Fidel Castro lors de sa suspension pour dopage en 1999.

En début de saison 1999 à Maebashi, Sotomayor gagne la quatrième médaille d'or de sa carrière lors des Championnats du monde en salle, faisant de lui l'athlète le plus titré dans cette compétition. Il enlève le concours avec 2,36 m et devance au nombre d'essais le Russe Vyacheslav Voronin. Il remporte en mai un nouveau titre national avant de s'imposer au début de l'été au meeting Gaz de France de Paris-Saint-Denis avec un bond à 2,34 m, devant Voronin et Forsyth. Le 30 juillet 1999 à Winnipeg, au Canada, le Cubain s'adjuge pour la quatrième fois consécutive le titre des Jeux panaméricains en franchissant la hauteur de 2,30 m. Mais, le 4 août, un communiqué de la Commission médicale des Jeux panaméricains fait état d'un contrôle antidopage positif à la cocaïne concernant Javier Sotomayor. Peu après une contre-expertise confirmant le dopage avéré du Cubain, l'IAAF décide de lui retirer sa médaille d'or et de le suspendre de toute compétition sportive pendant deux ans, soit jusqu'au 31 juillet 2001. Soutenu par Fidel Castro, le chef du gouvernement cubain, et par Alberto Juantorena, président de la Fédération cubaine d'athlétisme, et après une longue bataille juridique menée par les instances sportives cubaines, Javier Sotomayor voit, le 2 août 2000, sa peine réduite à un an pour « circonstances exceptionnelles » afin de lui permettre de disputer les Jeux olympiques d'été de 2000. Selon les instances internationales, ces circonstances exceptionnelles prennent en compte la carrière du Cubain, et le fait qu'en quinze années au plus haut niveau, ce dernier ait subi trois cents tests de dopage, tous négatifs.
Il fait son retour sur les sautoirs le 15 août 2000 à l'occasion du meeting de Montauban, remportant le concours avec 2,28 m, puis s'impose lors du meeting Herculis de Monaco avec 2,30 m. À Sydney, il participe à ses troisièmes Jeux olympiques consécutifs, le Cubain ayant manqué ceux de 1984 et 1988 pour cause de boycott. Qualifié pour la finale grâce à un bond à 2,27 m, Javier Sotomayor établit le 24 septembre 2000 son meilleur saut de l'année avec 2,32 m, se classant deuxième du concours derrière le Russe Sergey Klyugin (2,35 m) et devant l'Algérien Abderrahmane Hammad (2,32 m). En début d'année 2001, Sotomayor ne prend que la cinquième place des Championnats du monde en salle avec 2,25 m, soit six centimètres de moins que son record de la saison établi quinze jours auparavant à Athènes. De retour à Cuba, il remporte le 27 mai à La Havane son douzième et dernier titre national en plein air. En août, il participe à Edmonton à ses sixièmes Championnats du monde, échouant au pied du podium avec 2,33 m, soit la même hauteur que les Russes Vyacheslav Voronin et Yaroslav Rybakov, médaillés d'argent ex-æquo. Il conclut la saison 2001 en remportant le meeting de Yokohama avec 2,31 m, quelques jours après avoir franchi la barre de 2,35 m à Somosko. Le 11 octobre 2001, quelques jours avant son trente-cinquième anniversaire, Javier Sotomayor annonce mettre un terme définitif à sa carrière d'athlète. Le 25 novembre, les instances internationales confirment une information d'une radio espagnole révélant un contrôle positif à la nandrolone de l'athlète cubain, effectué à l'occasion du meeting de Tenerife du 14 juillet 2001. Le 10 janvier 2002, l'IAAF confirme le dopage de l'athlète cubain et décide de le suspendre à vie de toute compétition sportive.

## Reconversion
En 2004, Javier Sotomayor est nommé membre du bureau exécutif de la Fédération cubaine d'athlétisme auprès de son président, l'ancien champion olympique Alberto Juantorena. Il exerce par ailleurs la fonction de manager de l'équipe de haut niveau.

## Style
Javier Sotomayor dispose d'un gabarit adapté à la pratique du saut en hauteur au plus haut niveau. Mesurant 1,93 m, son poids de forme durant sa période d'activité se situe autour des 80 kg. Interrogé en 1989 sur la technique de saut du Cubain, l'ancien détenteur du record du monde Dwight Stones affirme que ses principales qualités résident essentiellement dans la vitesse de sa course d'élan, et de son changement violent de rythme à l'entame de son placement et de son impulsion. L'Américain ajoute par ailleurs que la force de ses tendons permet une détente verticale exceptionnelle. Malgré cette course d'élan très rapide, Javier Sotomayor parvient à maîtriser le passage de l'obstacle en se retrouvant presque parallèle à la barre.

## Palmarès
Javier Sotomayor est le sauteur en hauteur le plus titré au niveau mondial. Seul athlète à avoir remporté à deux reprises les Championnats du monde en plein air au saut en hauteur (en 1993 et 1997), il obtient quatre médailles d'or lors des mondiaux en salle (1989, 1993, 1995 et 1999), performance que seul le Suédois Stefan Holm a réussi à égaler. Vainqueur des Jeux olympiques de 1992 à Barcelone, et médaillé d'argent à Sydney, en 2000, il a également remporté trois titres consécutifs aux Jeux panaméricains, et s'est imposé deux fois lors des finales de l'IAAF (1994 et 1998). Sur le plan national, Sotomayor est avec ses douze titres en plein air, le sauteur en hauteur cubain le plus récompensé.

### International
| Année | Compétition                              | Lieu              | Résultat | Hauteur |
| ----- | ---------------------------------------- | ----------------- | -------- | ------- |
| 1985  | Jeux mondiaux en salle                   | Paris             | 2e       | 2,30 m  |
| 1985  | Coupe du monde des nations               | Canberra          | 3e       | 2,28 m  |
| 1986  | Championnats du monde juniors            | Athènes           | 1er      | 2,25 m  |
| 1987  | Championnats du monde en salle           | Indianapolis      | 4e       | 2,32 m  |
| 1987  | Jeux panaméricains                       | Indianapolis      | 1er      | 2,32 m  |
| 1987  | Championnats du monde                    | Rome              | 9e       | 2,29 m  |
| 1988  | Championnats ibéro-américains            | Ciudad de México  | 1er      | 2,35 m  |
| 1988  | Finale du Grand Prix                     | Berlin            | 2e       | 2,33 m  |
| 1989  | Championnats du monde en salle           | Budapest          | 1er      | 2,43 m  |
| 1989  | Universiade                              | Duisbourg         | 1er      | 2,34 m  |
| 1989  | Coupe du monde des nations               | Barcelone         | 3e       | 2,25 m  |
| 1990  | Finale du Grand Prix                     | Athènes           | 3e       | 2,32 m  |
| 1991  | Championnats du monde en salle           | Séville           | 3e       | 2,31 m  |
| 1991  | Jeux panaméricains                       | La Havane         | 1er      | 2,35 m  |
| 1991  | Championnats du monde                    | Tokyo             | 2e       | 2,36 m  |
| 1992  | Jeux olympiques                          | Barcelone         | 1er      | 2,34 m  |
| 1992  | Coupe du monde des nations               | La Havane         | 2e       | 2,26 m  |
| 1993  | Championnats du monde en salle           | Toronto           | 1er      | 2,41 m  |
| 1993  | Championnats du monde                    | Stuttgart         | 1er      | 2,40 m  |
| 1994  | Goodwill Games                           | Saint-Pétersbourg | 1er      | 2,40 m  |
| 1994  | Finale du Grand Prix                     | Paris             | 1er      | 2,33 m  |
| 1994  | Coupe du monde des nations               | Londres           | 1er      | 2,40 m  |
| 1995  | Championnats du monde en salle           | Barcelone         | 1er      | 2,38 m  |
| 1995  | Jeux panaméricains                       | Mar del Plata     | 1er      | 2,40 m  |
| 1995  | Championnats du monde                    | Göteborg          | 2e       | 2,37 m  |
| 1996  | Championnats ibéro-américains            | Medellin          | 1er      | 2,30 m  |
| 1996  | Jeux olympiques                          | Atlanta           | 11e      | 2,25 m  |
| 1997  | Championnats du monde                    | Athènes           | 1er      | 2,37 m  |
| 1998  | Goodwill Games                           | New York          | 1er      | 2,33 m  |
| 1998  | Jeux d'Amérique centrale et des Caraïbes | Maracaibo         | 1er      | 2,37 m  |
| 1998  | Finale du Grand Prix                     | Moscou            | 1er      | 2,31 m  |
| 1998  | Coupe du monde des nations               | Johannesbourg     | 2e       | 2,28 m  |
| 1999  | Championnats du monde en salle           | Maebashi          | 1er      | 2,36 m  |
| 1999  | Jeux panaméricains                       | Winnipeg          | DQ       | dopage  |
| 2000  | Jeux olympiques                          | Sydney            | 2e       | 2,32 m  |
| 2001  | Championnats du monde en salle           | Lisbonne          | 5e       | 2,25 m  |
| 2001  | Championnats du monde                    | Edmonton          | DQ       | dopage  |
| 2001  | Goodwill Games                           | Brisbane          | DQ       | dopage  |

### National
Javier Sotomayor a remporté douze titres lors des Championnats de Cuba d'athlétisme en plein air, de 1986 à 1989, de 1991 à 1995, ainsi qu'en 1998, 1999 et 2001.

## Statistiques

### Records
Javier Sotomayor a amélioré à quatre reprises le record du monde du saut en hauteur, trois fois en extérieur et une fois en salle. Le premier record du monde est établi le 8 septembre 1988 lors du meeting de Salamanque avec 2,43 m, soit un centimètre de mieux que la précédente meilleure marque mondiale du Suédois Patrik Sjöberg. Le Cubain réalise deux nouveaux records mondiaux l'année suivante, 2,43 m en salle lors des mondiaux en salle de Budapest, le 4 mars 1989, puis 2,44 m le 29 juillet 1989 à San Juan. Son dernier exploit, accompli quatre ans plus tard, le 27 juillet 1993, de nouveau à Salamanque, est de 2,45 m et constitue l'actuel record du monde en plein air de la discipline.
Durant ses dix-huit années de carrière au plus haut niveau, Sotomayor a franchi à vingt et une reprises une barre supérieure à 2,40 m, et a dépassé 89 fois la hauteur de 2,35 m. Il a réalisé sept des dix et quatorze des vingt meilleurs sauts de tous les temps en extérieur, et quatre des dix meilleurs sauts de tous les temps en salle.

### Progression
| Âge | Hauteur | Date             | Lieu                  |
| --- | ------- | ---------------- | --------------------- |
| 15  | 2,17 m  | 24 juillet 1983  | La Havane             |
| 16  | 2,20 m  | 23 janvier 1984  | San José de las Lajas |
| 16  | 2,23 m  | 10 février 1984  | La Havane             |
| 16  | 2,24 m  | 28 février 1984  | Santiago de Cuba      |
| 16  | 2,31 m  | 11 mai 1984      | La Havane             |
| 16  | 2,33 m  | 19 mai 1984      | La Havane             |
| 17  | 2,34 m  | 20 mars 1985     | La Havane             |
| 18  | 2,36 m  | 23 février 1986  | Santiago de Cuba      |
| 18  | 2,37 m  | 20 juin 1986     | Athènes               |
| 20  | 2,38 m  | 19 juin 1988     | Kvarnsveden           |
| 20  | 2,43 m  | 8 septembre 1988 | Salamanque            |
| 21  | 2,44 m  | 29 juillet 1989  | San Juan              |
| 25  | 2,45 m  | 27 juillet 1993  | Salamanque            |

| Âge | Hauteur | Date            | Lieu         |
| --- | ------- | --------------- | ------------ |
| 17  | 2,30 m  | 18 janvier 1985 | Paris        |
| 19  | 2,32 m  | 7 mars 1987     | Indianapolis |
| 21  | 2,37 m  | 29 janvier 1989 | Simmerath    |
| 21  | 2,43 m  | 4 mars 1989     | Budapest     |

### Meilleures performances de l'année
En dix-huit années de carrière au plus haut niveau, Javier Sotomayor a toujours figuré parmi les dix meilleurs athlètes aux bilans mondiaux établis chaque année par l'IAAF, se classant dans le top 3 à onze reprises, et obtenant huit fois le titre de « meilleur performeur mondial de l'année », en 1988, 1989, 1991, 1993, 1994, 1995, 1997 et 1998.
| Année | Hauteur | Date              | Lieu                 | Rang |
| ----- | ------- | ----------------- | -------------------- | ---- |
| 1984  | 2,33 m  | 19 mai 1984       | La Havane            | 8    |
| 1985  | 2,34 m  | 20 mars 1985      | La Havane            | 6    |
| 1986  | 2,36 m  | 23 février 1986   | Santiago de Cuba     | 2    |
| 1987  | 2,37 m  | 20 juin 1987      | Athènes              | 4    |
| 1988  | 2,43 m  | 8 septembre 1988  | Salamanque           | 1    |
| 1989  | 2,44 m  | 29 juillet 1989   | San Juan             | 1    |
| 1990  | 2,36 m  | 3 septembre 1990  | Jerez de la Frontera | 5    |
| 1991  | 2,40 m  | 19 juillet 1991   | Paris                | 1    |
| 1992  | 2,36 m  | 4 juillet 1992    | Eberstadt            | 2    |
| 1993  | 2,45 m  | 27 juillet 1993   | Salamanque           | 1    |
| 1994  | 2,42 m  | 5 juin 1994       | Séville              | 1    |
| 1995  | 2,40 m  | 25 mars 1995      | Mar del Plata        | 1    |
| 1996  | 2,33 m  | 18 mai 1996       | Atlanta              | 7    |
| 1997  | 2,37 m  | 6 août 1997       | Athènes              | 1    |
| 1998  | 2,37 m  | 20 août 1998      | Maracaibo            | 1    |
| 1999  | 2,34 m  | 3 juillet 1999    | Paris                | 5    |
| 2000  | 2,32 m  | 24 septembre 2000 | Sydney               | 10   |
| 2001  | 2,35 m  | 26 août 2001      | Somosko              | 3    |

| Année | Hauteur                        | Date                           | Lieu                           |
| ----- | ------------------------------ | ------------------------------ | ------------------------------ |
| 1984  | Aucune performance répertoriée | Aucune performance répertoriée | Aucune performance répertoriée |
| 1985  | 2,30 m                         | 18 janvier 1985                | Paris                          |
| 1986  | Aucune performance répertoriée | Aucune performance répertoriée | Aucune performance répertoriée |
| 1987  | 2,32 m                         | 7 mars 1987                    | Indianapolis                   |
| 1988  | 2,30 m                         | 20 février 1988                | Athènes                        |
| 1989  | 2,43 m                         | 4 mars 1989                    | Budapest                       |
| 1990  | Aucune performance répertoriée | Aucune performance répertoriée | Aucune performance répertoriée |
| 1991  | 2,34 m                         | 11 février 1991                | Osaka                          |
| 1992  | 2,34 m                         | 21 février 1992                | Berlin                         |
| 1993  | 2,41 m                         | 14 mars 1993                   | Toronto                        |
| 1994  | 2,40 m                         | 4 février 1994                 | Wuppertal                      |
| 1995  | 2,38 m                         | 19 février 1995                | Liévin                         |
| 1996  | 2,38 m                         | 18 février 1996                | Liévin                         |
| 1997  | Aucune performance répertoriée | Aucune performance répertoriée | Aucune performance répertoriée |
| 1998  | Aucune performance répertoriée | Aucune performance répertoriée | Aucune performance répertoriée |
| 1999  | 2,36 m                         | 7 mars 1999                    | Maebashi                       |
| 2000  | Aucune performance répertoriée | Aucune performance répertoriée | Aucune performance répertoriée |
| 2001  | 2,31 m                         | 21 février 2001                | Athènes                        |